# 94a Brigada Mixta (Exèrcit Popular de la República)
La 94a Brigada Mixta va ser una unitat de l'Exèrcit Popular de la República creada durant la Guerra Civil Espanyola. Va arribar a operar en els fronts de Terol, Aragó i Segre, i tingué una actuació destacada durant la contesa.

## Historial
Al març de 1937, a Conca, es va crear originalment una brigada que va rebre la numeració «94», formada amb reclutes de les cinquenes de 1932, 1933, 1934 i 1935, i amb restes de l'antiga columna «Ibèria». El comandament de l'aquesta unitat va ser encomanat al comandant d'infanteria José Ramos Chiva. La 94a BM, amb la seva organització molt retardada, va ser enviada a la batalla de Brunete, si bé no va arribar a participar. Uns mesos després la unitat va ser dissolta i dispersada.
El setembre del 1937 es va crear en Cartagena una brigada amb forces d'infanteria de marina que va rebre la numeració «94», quedant sota el comandament del comandant d'infanteria de marina Ginés Sánchez Balibrea. Va ser enquadrada en la 34a Divisió i, posteriorment, en la 72a —ambdues, divisions del XVIII Cos d'Exèrcit. Inicialment va tenir la seva caserna general a Jódar, on va romandre fins que va ser cridada per a participar en la batalla de Terol (integrada en la 34a Divisió).
Durant la batalla de Terol la unitat va tenir un paper destacat tant en els combats de «La Muela» com en la conquesta de la ciutat. Al febrer de 1937, durant la batalla de l'Alfambra, la unitat va entrar en combat en la cota 1.403, el dia 8. L'endemà passat es va integrar en l'Agrupació «Perea», prenent part en un fallit contraatac contra l'avanç franquista. Durant totes aquestes operacions la unitat va sofrir un dur desgast, per la qual cosa va ser retirada a Madrid, on va gaudir d'un curt període de descans. Va ser sotmesa a una reorganització i reforçada amb efectius procedents de la 95a Brigada Mixta, que de fet seria fusionada amb la 94a BM.
Després del començament de l'ofensiva franquista al front d'Aragó va ser enviada com a reforç al nord de l'Ebre. Per aquestes dates va arribar a estar integrada breument en la 70a Divisió. El 18 d'abril la 94a BM es trobava situada a Sort, integrada en la 34a Divisió; l'endemà va ser assignada a la nova Divisió «Bellvís», a Castellciutat. L'ofensiva franquista va provocar que la unitat quedés arraconada en la zona pirinenca. No obstant això, quan es va detenir l'atac franquista, a la fi d'abril la 94a BM va participar en l'assalt republicà sobre el cap de pont franquista de Seròs, en el riu Segre. Per a això la unitat va assaltar les Penyes d'Aolo en la Serra de Pobo, sense èxit. Els combats es van allargar fins a començaments de maig. Pel seu acompliment en els combats seria condecorada amb la Medalla al Valor.
Per a llavors la unitat es trobava assignada a la 34a Divisió del X Cos d'Exèrcit.
El 9 de juny la unitat va travessar el riu Segre per la zona de Vilanova de la Barca amb la intenció d'establir un cap de pont, intent que acabaria fracassant. Uns mesos després, a l'octubre, el comandament de la unitat va passar al comandant Isidoro Fernández González. El desembre de 1938 es trobava situada en el front del Segre, devent a fer front a la nova ofensiva franquista; malgrat la resistència oferta, va haver de retirar-se de les seves posicions. Continuaria retirant-se fins a la frontera francesa.

## Comandaments
Comandants
- Comandant d'infanteria de marina Ginés Sánchez Balibrea;[9]
- Comandant d'infanteria de marina Isidoro Fernández González;

Comissaris
- Evaristo Torralba García, de la CNT;

Caps d'Estat Major
- Capità d'infanteria de marina Julio Pastoriza Díaz;